# Cryptopimpla collaris
Cryptopimpla collaris är en stekelart som beskrevs av Kuslitzky 2007. Cryptopimpla collaris ingår i släktet Cryptopimpla och familjen brokparasitsteklar. Inga underarter finns listade i Catalogue of Life.